# Ivan Karatygin
Ivan Aleksandrovich Karatygin (tiếng Nga: Иван Александрович Каратыгин; sinh ngày 17 tháng 1 năm 1982) là một cầu thủ bóng đá người Nga. Anh thi đấu cho F.K. Torpedo Vladimir.

## Danh hiệu
- Russian Second Division, Zone West best defender: 2010.